# 伊辛頓 (英國國會選區)
伊辛頓（英語：Easington），英國國會一郡選區，位於英格蘭達勒姆郡舊伊辛頓區大部。設於1950年。
這裡是工黨在英國全國第八最安全的選區，英格蘭第三。在2010年大選中，格拉罕·莫里斯以58.9%選票勝出該區，承繼了約翰·卡明斯的議席。